# Sa Madalena
Sa Madalena (en italià La Maddalena) és un municipi insular sard, situat a la regió de Sardenya i a la província de Sàsser. L'any 2006 tenia 11.418 habitants. Forma part de la regió històrica de Gal·lura.

## Administració
| Període | Identitat     | Partit        |
| ------- | ------------- | ------------- |
| 2005-   | Angelo Comiti | Llista cívica |

## Agermanaments
- Ajaccio (Còrsega)
- Niça